# Amerikaanse dwergstern
De Amerikaanse dwergstern (Sternula antillarum) is de kleinste stern (21 cm) van Noord-Amerika en is nauw verwant aan de Europese dwergstern, waar hij ook veel op lijkt.

## Verspreiding en leefgebied
Zijn verspreidingsgebied omvatte oorspronkelijk de golfkust en de oostkust (Sterna a. antillarum) en de kust van Baja California (Sterna a brownii) alsmede enige zandbanken langs de grote rivieren van het Mississippi bekken (Sterna a. athalassos). Deze vogelsoort wordt bedreigd omdat zijn broedgebieden (het strand) sterk door menselijke activiteiten verstoord worden. Dat is vooral het geval voor de ondersoort uit het binnenland, waar de zandbanken waar hij broedt opgebaggerd worden voor de zandwinning. Het is een trekvogel die ver naar het zuiden zijn winterkwartier opzoekt.

De soort telt drie ondersoorten:
- S. a. athalassos: centraal en het zuidelijke deel van Centraal-Noord-Amerika.
- S. a. antillarum: van de oostelijke en zuidelijke Verenigde Staten tot Honduras, de Caraïben en noordelijk Zuid-Amerika.
- S. a. browni: van centraal Californië tot westelijk Mexico.

## Levenscyclus
De levenscyclus van de Amerikaanse Dwergstern begint meestal in de lente, wanneer ze migreren naar broedgebieden langs de kusten van de Verenigde Staten, Mexico en het Caribisch gebied. Deze vogels geven de voorkeur aan beschutte en ondiepe kustgebieden, zoals zandige stranden, kwelders en eilanden, waar ze hun nesten kunnen bouwen en hun jongen kunnen grootbrengen.
Het broedseizoen begint met het vormen van paren. Deze paren kunnen monogaam zijn en blijven vaak meerdere seizoenen bij elkaar. De vogels werken samen om een eenvoudig nest te bouwen op de grond, bestaande uit een ondiepe kuil bekleed met schelpen, stenen en gras. Deze nesten bieden beschutting en bescherming voor hun kroost.
Na het leggen van 1 tot 3 eieren broeden beide ouders om de beurt de eieren uit. Het broeden duurt meestal ongeveer drie weken, waarna de kuikens uitkomen. De jongen zijn nestvlieders, wat betekent dat ze al snel na het uitkomen mobiel en actief zijn. Ze worden echter nog steeds gevoed door beide ouders, die vis en ongewervelden uit de oceaan halen om aan hun voedingsbehoeften te voldoen.

## Gedrag
De Amerikaanse Dwergstern staat bekend om zijn dynamische en actieve gedrag. Ze zijn behendige vissers en jagers, die gebruikmaken van hun slanke vleugels en pijlvormige lichamen om elegant door de lucht te manoeuvreren. Deze vogels zijn gespecialiseerd in het duiken naar prooien, voornamelijk kleine vissen en ongewervelde dieren, die ze vanuit de lucht opsporen.
Een ander interessant gedrag van de Amerikaanse Dwergstern is het uitvoeren van 'vislijnen'. Dit gedrag houdt in dat de sterns in een rij achter elkaar vliegen, laag boven het wateroppervlak, terwijl ze ondertussen naar vis speuren. Zodra een van de vogels een prooi ziet, volgen de andere sterns deze beweging snel en duiken ze tegelijkertijd naar beneden om de vis te vangen. Deze coöperatieve strategie vergroot hun kans op succes bij het vinden van voedsel.
Hoewel de Amerikaanse Dwergstern bekend staat om zijn speelse en energieke gedrag, zijn ze ook zeer beschermend als het gaat om hun nesten en jongen. Ze kunnen luidruchtig en agressief reageren op indringers die hun broedgebied naderen, zelfs als dat mensen zijn.